# Anca Todoni
Anca Alexia Todoni (* 10. Oktober 2004 in Timișoara) ist eine rumänische Tennisspielerin.

## Karriere
Todoni spielt bisher vorrangig auf Turnieren der ITF Women’s World Tennis Tour, wo sie bislang fünf Einzel- und drei Doppeltitel gewinnen konnte.
Im Januar 2022 nahm Todori an den Australian Open in den Juniorinnenwettbewerben teil.  Im Juniorinnendoppel erreichte sie mit ihrer Partnerin Hanne Vandewinkel mit einem 6:4 und 6:4-Sieg über Lily Fairclough und Yilin Yan das Achtelfinale, wo die beiden dann gegen Alexis Blokhina und Liv Hovde mit 6:75 und 1:6 verloren. Auch in Wimbledon ging sie an den Start.
Im Oktober 2022 wurde Todoni erstmals für die rumänische Billie-Jean-King-Cup-Mannschaft nominiert. Seither hatte sie bei acht Nominierungen drei Einsätze, wovon sie zwei Einzel verlor und ein Doppel gewann.

## Turniersiege

### Einzel
| Nr. | Datum            | Turnier                 | Kategorie      | Belag | Finalgegnerin        | Ergebnis       |
| --- | ---------------- | ----------------------- | -------------- | ----- | -------------------- | -------------- |
| 1.  | 30. Oktober 2022 | Antalya                 | ITF W15        | Sand  | Patricia Maria Țig   | 6:2, 7:64      |
| 2.  | 18. Juni 2023    | Kranjska Gora           | ITF W15        | Sand  | Paula Cembranos      | 6:1, 6:2       |
| 3.  | 25. Juni 2023    | Bukarest                | ITF W15        | Sand  | Stefania Bojica      | 6:4, 6:0       |
| 4.  | 13. August 2023  | Osijek                  | ITF W25        | Sand  | Lina Gjorcheska      | 6:4, 6:3       |
| 5.  | 20. August 2023  | Bistrița                | ITF W25        | Sand  | Lucija Ćirić Bagarić | 7:5, 1:6, 6:2  |
| 6.  | 9. Juni 2024     | Bari                    | WTA Challenger | Sand  | Panna Udvardy        | 6:4, 6:0       |
| 7.  | 3. November 2024 | Santa Cruz de la Sierra | WTA Challenger | Sand  | Emiliana Arango      | 7:65, 6:0      |
| 8.  | 23. März 2025    | Antalya                 | WTA Challenger | Sand  | Leyre Romero Gormaz  | 6:3, 6:2       |
| 9.  | 8. Juni 2025     | Bari                    | WTA Challenger | Sand  | Anna Bondár          | 6:74, 6:4, 6:4 |

### Doppel
| Nr. | Datum            | Turnier       | Kategorie | Belag | Partnerin           | Finalgegnerinnen             | Ergebnis          |
| --- | ---------------- | ------------- | --------- | ----- | ------------------- | ---------------------------- | ----------------- |
| 1.  | 18. März 2023    | Iraklio       | ITF W15   | Sand  | Patricija Paukštytė | Shavit Kimchi Nina Vargová   | 6:3, 67:7, [10:5] |
| 2.  | 17. Juni 2023    | Kranjska Gora | ITF W15   | Sand  | Katerina Tsygourova | Paula Cembranos Liisa Varul  | 6:1, 6:0          |
| 3.  | 28. Oktober 2023 | Iraklio       | ITF W25   | Sand  | Ilinca Amariei      | Melanie Klaffner Sinja Kraus | 6:0, 5:7, [10:1]  |
| 4.  | 2. Juni 2024     | Troisdorf     | ITF W50   | Sand  | Raluca Șerban       | Yana Morderger Chiara Scholl | 6:1, 6:3          |